# Música sertaneja
Música sertaneja of sertanejo is een muziekstijl die zijn oorsprong heeft in Brazilië in de jaren 1920. Pas vanaf de jaren 90 van de 20e eeuw is sertanejo het genre dat de voornaamste invulling geeft aan de Braziliaanse radiozenders en hitlijsten. Tussen 2000 en 2003, en vanaf 2009 is er een speciale categorie voor sertanejo in de Latin Grammy Awards.
De meeste sertanejo-artiesten bestaan uit duo's. Deze duo's zijn meestal broers, waarvan een van de twee zanger is. Traditioneel gezien zijn verreweg de meeste sertanejo-artiesten mannen. Er hebben tegenwoordig echter wel een aantal vrouwelijke artiesten hun weg gevonden in het genre.
In het eerste decennium van de 21e eeuw is er een nieuw subgenre ontstaan uit sertanejo, genaamd sertanejo universitário. Dit subgenre is ontstaan in de Braziliaanse staat Mato Grosso do Sul. De belangrijkste verschillen met sertanejo zijn vereenvoudiging van de muziek, en het gebruik van akoestische instrumenten, voornamelijk gitaren.
In de jaren 2010-2015 heeft sertanejo een periode van populariteit gekend in Nederland, met name dankzij artiesten als Michel Teló, Gusttavo Lima en Leo Rodriguez. Daarna is het genre voor een groot deel weer verdwenen van de Nederlandse radiostations.